# Арбитражное процессуальное право России
Арбитра́жное процессуа́льное пра́во — совокупность правовых норм, регламентирующих деятельность арбитражного суда и других участников судебного процесса в ходе осуществления правосудия по спорам между юридическими лицами и иным делам, рассмотрение которых отнесено законом к компетенции арбитражных судов.
Отдельными учёными-процессуалистами арбитражное процессуальное право рассматривается в качестве подотрасли гражданского процессуального права, а арбитражный процесс — в качестве разновидности гражданского процесса.
Арбитражным процессуальным правом именуются также юридическая наука и учебная дисциплина, предметом которых являются правовые нормы, регулирующие отношения при отправлении правосудия по делам, отнесённым к компетенции арбитражных судов.

## Предмет и метод правового регулирования арбитражного процессуального права
Предметом арбитражного процессуального права являются правовые отношения, возникающие между судом и заинтересованными лицами при осуществлении правосудия по делам, рассмотрение которых отнесено к компетенции арбитражных судов.
Метод, используемый в регулировании отношений в сфере арбитражного судопроизводства, характеризуется как императивно-диспозитивный, то есть сочетающий в себе императивный метод в части регулирования вопросов, связанных с действиями суда, и диспозитивный метод в регулировании поведения и процессуальной деятельности участников судебного процесса. Арбитражный процесс в Российской Федерации организован таким образом, что лица, заинтересованные в определённом исходе дела, сами проявляют активность в отношениях с судом, без вменения им это в обязанности. Со своей стороны, суд не вправе оставить без внимания и оценки любое процессуальное действие участника процесса. В результате рассмотрения дела суд обязан вынести решение, которое приобретает общеобязательную силу, обеспеченную механизмом государственного принуждения.
Отдельными учёными-процессуалистами высказывается мнение о том, что метод регулирования отношений в арбитражном процессуальном праве имеет черты только императивности, так как предметом регулирования отрасли являются отношения между властным органом — судом и иными участниками процесса, которые обязаны подчиняться решениям такого органа.